# Calle Lindh
Carl „Calle“ Lindh (* 10. März 1990 in Östersund) ist ein ehemaliger schwedischer Skirennläufer. Er war auf die Disziplinen Riesenslalom und Slalom spezialisiert.

## Biografie
Lindh begann im Januar 2006 als 15-Jähriger an FIS-Rennen teilzunehmen. Der erste Sieg auf dieser Stufe gelang ihm zwei Jahre später. Im Februar 2008 wurde er schwedischer Slalom-Juniorenmeister. Sein Debüt im Europacup hatte er im Dezember 2008. Am 1. Februar 2009 folgte in Garmisch-Partenkirchen der erste Renneinsatz im Weltcup, wo er im ersten Durchgang des Slaloms ausschied. Verletzungsbedingt konnte er die darauf folgende Saison erst im Februar 2010 in Angriff nehmen. Bei der Winter-Universiade 2011 in Erzurum gewann er im Super-G die Silbermedaille und im Slalom die Bronzemedaille. Zwei weitere Weltcup-Einsätze im Jahr 2011 blieben ergebnislos.
Im Laufe der Saison 2011/12 fuhr Lindh in einem Europacuprennen erstmals unter die besten zehn. Am 21. November 2012 gelang ihm beim Slalom von Levi die erste Podestplatzierung, gefolgt von zwei weiteren. Am 6. Februar 2013 kam er beim Europacup-Riesenslalom in Les Menuires im Zielhang zu Fall und zog sich einen glatten Bruch des rechten Beins sowie einen Bänderriss zu. Bei der folgenden Operation wurde ein Nerv durchtrennt, so dass sein rechter Fuß dauernd beeinträchtigt ist. Zwischendurch dachte Lindh daran, ganz mit dem Skisport aufzuhören. Lindh musste die gesamte Saison 2013/14 ausfallen lassen.
Sein erfolgreiches Comeback gab Calle Lindh am 26. Oktober 2014 im Weltcup-Riesenslalom von Sölden, wo er überraschend auf den 14. Platz fuhr und somit seine ersten Weltcuppunkte gewann. Am 14. Dezember gelang ihm nochmals eine markante Steigerung, als er im Slalom von Åre mit der hohen Startnummer 62 bis auf den 6. Platz vorstieß. Er beendete den Alpinen Skiweltcup 2014/15 auf Platz 20 der Slalomwertung.
Im Juni 2015 gab Calle Lindh das Ende seiner aktiven Sportlerkarriere bekannt und begründete diesen Schritt mit fehlender Motivation.

## Erfolge

### Weltcup
- 2 Platzierungen unter den besten 15

### Weltcupwertungen
| Saison  | Gesamt | Gesamt | Riesenslalom | Riesenslalom | Slalom | Slalom |
| Saison  | Platz  | Punkte | Platz        | Punkte       | Platz  | Punkte |
| ------- | ------ | ------ | ------------ | ------------ | ------ | ------ |
| 2014/15 | 58.    | 124    | 34.          | 18           | 20.    | 106    |

### Europacup
- Saison 2012/13: 7. Gesamtwertung, 10. Riesenslalomwertung
- 4 Podestplätze

### Juniorenweltmeisterschaften
- Formigal 2008: 57. Abfahrt

### Weitere Erfolge
- Winter-Universiade 2011: 2. Super-G, 3. Slalom
- 3 schwedische Juniorenmeistertitel (Slalom 2008 und 2012, Riesenslalom 2012)
- 6 Podestplätze im Australia New Zealand Cup, davon 1 Sieg
- 15 Siege bei FIS-Rennen